# Didier Dinart
Didier Dinart, född 18 januari 1977 i Pointe-à-Pitre på Guadeloupe, är en fransk handbollstränare och före detta handbollsspelare. Han är högerhänt och spelade som försvarsspelare och, vid väldigt få tillfällen, i anfall som mittsexa. Han anses vara en av världens bästa handbollsförsvarare genom tiderna.

## Meriter i urval

### Klubblag
Montpellier HB
- Champions League-mästare: 1 (2003)
- Fransk mästare: 5 (1998, 1999, 2000, 2002, 2003)
- Fransk cupmästare: 5 (1999, 2000, 2001, 2002, 2003)

BM Ciudad Real
- EHF Champions League-mästare: 3 (2006, 2008, 2009)
- Spansk mästare: 5 (2004, 2007, 2008, 2009, 2010)

### Landslag
- EM 1998: 7:a
- VM 1999: 6:a
- EM 2000: 4:a
- OS 2000: 6:a
- VM 2001:  Guld
- EM 2002: 6:a
- VM 2003:  Brons
- OS 2004: 5:a
- EM 2004: 6:a
- VM 2005:  Brons
- EM 2006:  Guld
- VM 2007: 4:a
- EM 2008:  Brons
- OS 2008:  Guld
- VM 2009:  Guld
- EM 2010:  Guld
- VM 2011:  Guld
- EM 2012: 11:a
- OS 2012:  Guld
- VM 2013: 6:a